# Arxipèlag Juan Fernández
L'arxipèlag Juan Fernández, que inclou les illes Robinson Crusoe, Alejandro Selkirk, Santa Clara i altres illots menors, està situat a l'oceà Pacífic, a 670 km a l'oest de la costa continental xilena. Administrativament forma el municipi de Juan Fernández, de la província de Valparaíso, V Regió de Xile. Forma part de les illes esporàdiques xilenes.

## Illes
El 1966 es van canviar els noms de les dues illes principals de l'arxipèlag: Más a Tierra per Robinson Crusoe i Más Afuera per Alejandro Selkirk. El propòsit del canvi era per promocionar el turisme, però resulten dos noms confusos. Alexander Selkirk era l'autèntic robinson però no va estar a l'illa que porta el seu nom sinó a la de Robinson Crusoe. Daniel Defoe va recollir la seva història per escriure la famosa novel·la, però no la va situar a aquestes illes sinó al Carib, al nord de Veneçuela.
- Robinson Crusoe, abans Más a Tierra, és l'única illa poblada de l'arxipèlag, amb una població de 629 habitants al cens del 2002. La major part de la població es concentra a la vila de San Juan Bautista, a la badia Cumberland, fundada el 1749. Durant molts anys va ser utilitzada com a colònia penal. La principal activitat econòmica és la pesca de la llagosta. Té una superfície total de 96,4 km², i les seves coordenades són: 33° 38′ S, 78° 48′ O / 33.633°S,78.800°O.
- Alejandro Selkirk, també anomenada Marinero Alejandro Selkirk, abans Más Afuera, és l'illa de l'arxipèlag més allunyada del continent, com indica el seu antic nom. Té una superfície total de 48 km², una altitud màxima de 1.650 m, i les seves coordenades són: 33° 45′ S, 80° 45′ O / 33.750°S,80.750°O.
- L'illa Santa Clara està situada a 1,5 km de Robinson Crusoe. Té una superfície total de 5 km², i les seves coordenades són: 33° 42′ S, 79° 0′ O / 33.700°S,79.000°O.

## Geografia
Les illes són d'origen volcànic i la seva antiguitat està datada entre 1 i 5,8 milions d'anys. El clima és subtropical influenciat pel corrent fred de Humboldt que segueix la direcció nord al llarg de la costa d'Amèrica del Sud. La temperatura mitjana és de 15,4 °C. La precipitació mitjana anual és de 1.081 mm i depèn de les oscil·lacions de El Niño. Les zones occidentals, que es troben a sotavent, són més seques.
Degut a l'aïllament de les illes la flora i la fauna és escassa i endèmica, formant un ecosistema relacionat amb l'Amèrica del Sud meridional i la regió polar antàrtica. Conté una família de plantes endèmica, la Lactoridaceae.

## Història
Les illes van ser descobertes, el 1574, per Juan Fernández que feia la ruta regular de Callao, al Perú, fins a Xile. Normalment se seguia la navegació de cabotatge, però Juan Fernández va decidir fer la ruta mar endins per aprofitar els vents favorables. Va descobrir Santa Cecilia (després Más a Tierra i ara Robinson Crusoe) i Santa Clara, però tot seguit va haver de patir un judici per bruixeria, ja que havia reduït el temps de la ruta de sis mesos a 30 dies.
Durant els segles xvii i xviii les illes van ser utilitzades com a base i refugi de pirates i corsaris. Un d'ells, l'anglès William Dampier amb el vaixell Cinque Ports, va desembarcar a Alexander Selkirk a l'illa de Más a Tierra, el setembre del 1704, per petició pròpia, ja que tenia dubtes sobre la seguretat del vaixell. De fet, el Cinque Ports acabà enfonsant-se. Després d'evitar diversos vaixells espanyols, Selkirk no va ser rescatat fins quatre anys i quatre mesos més tard per l'anglès Wallace Rogers que, casualment, portava com a primer pilot a William Dampier.
El virrei del Perú, Manso de Velasco, va decidir utilitzar l'illa Más a Tierra per desterrar els criminals. El 1749 es va construir el fort Santa Bárbara per protegir-se dels pirates, i el poble de San Juan Bautista. Durant més d'un segle es van anar succeint històries novel·lesques de reclusió i fugues.
El 1935 les tres illes van ser declarades Parc Nacional i, el 1977, reserva mundial de la biosfera de la UNESCO.